# Liste der Einträge im National Register of Historic Places im Linn County (Oregon)
Diese Liste der Einträge im National Register of Historic Places im Linn County (Oregon) enthält alle im Linn County, Oregon in das National Register of Historic Places eingetragenen Gebäude, Bauwerke, Objekte, Stätten oder historischen Distrikte.
Diese Liste entspricht dem Bearbeitungsstand des National Park Service/National Register of Historic Places vom 11. Oktober 2024.

## Legende
| NRHP | Historic Place             |
| HD   | National Historic District |

## Aktuelle Einträge
| [ 2 ] | Name                                                         | Bild                                                         | Eintragsdatum                  | Lage | Ort                                         | Beschreibung |
| ----- | ------------------------------------------------------------ | ------------------------------------------------------------ | ------------------------------ | --- | ------------------------------------------- | ------------ |
| 1     | David and Maggie Aegerter Barn                               | David and Maggie Aegerter Barn                               | 15. Juli 1999 ID-Nr. 99000780  | 41915 Ridge Drive 44° 44′ 54″ N, 122° 44′ 37″ W | Scio                                        |              |
| 2     | Albany Custom Mill                                           | Albany Custom Mill                                           | 12. Feb. 1980 ID-Nr. 80003338  | 213 Water St. 44° 38′ 18″ N, 123° 6′ 23″ W | Albany                                      |              |
| 3     | Albany Downtown Commercial Historic District                 | Albany Downtown Commercial Historic District                 | 9. Dez. 1982 ID-Nr. 82001509   | zwischen dem Willamette River, der Montgomery, Washington und 5th Street 44° 38′ 12″ N, 123° 6′ 22″ W                                                            | Albany                                      |              |
| 4     | Albany Hebrew Cemetery                                       | weitere Bilder                                               | 18. Mai 2015 ID-Nr. 15000240   | 3165 Salem Avenue SE 44° 38′ 33″ N, 123° 4′ 6,1″ W | Albany                                      |              |
| 5     | Albany Monteith Historic District                            | weitere Bilder                                               | 29. Feb. 1980 ID-Nr. 80003341  | zwischen der 2nd, Lyon, 12th und Elm Street; inklusive der Elm Street im Südwesten bis zur Calapooia und 19th, 11th und 12th Avenue 44° 37′ 55″ N, 123° 6′ 31″ W | Albany                                      |              |
| 6     | Albany Municipal Airport                                     | weitere Bilder                                               | 3. Juni 1998 ID-Nr. 98000630   | 3510 Knox Butte Road 44° 38′ 24″ N, 123° 3′ 29″ W | Albany                                      |              |
| 7     | Jerry Andrus House                                           | Jerry Andrus House                                           | 25. Okt. 2011 ID-Nr. 11000769  | 1638 1st Ave. E. 44° 38′ 22″ N, 123° 5′ 6″ W | Albany                                      |              |
| 8     | Steven and Elizabeth Archibald Farmstead                     | Steven and Elizabeth Archibald Farmstead                     | 22. Sep. 2004 ID-Nr. 04001068  | 31888 Wirth Road 44° 30′ 47″ N, 123° 4′ 45,8″ W | Tangent                                     |              |
| 9     | Granville H. Baber House                                     | Granville H. Baber House                                     | 29. Okt. 1975 ID-Nr. 75001588  | nordöstlich von Albany, in der Nähe der U.S. Route 99 44° 40′ 43″ N, 123° 1′ 18″ W                                                                               | Albany                                      |              |
| 10    | Hiram Baker House                                            | Hiram Baker House                                            | 3. Juni 1996 ID-Nr. 96000621   | 515 E. Grant Street 44° 32′ 18″ N, 122° 53′ 53″ W | Lebanon                                     |              |
| 11    | Dr. J. C. Booth House                                        | Dr. J. C. Booth House                                        | 1. Apr. 1980 ID-Nr. 80003344   | 486 Park Street 44° 32′ 29″ N, 122° 54′ 17″ W | Lebanon                                     |              |
| 12    | Boston Flour Mill                                            | Boston Flour Mill                                            | 21. Aug. 1979 ID-Nr. 79002117  | östlich von Shedd an der Boston Mill Road 44° 27′ 41″ N, 123° 4′ 46,9″ W                                                                                         | Shedd                                       |              |
| 13    | Hugh Leeper Brown Barn                                       | Hugh Leeper Brown Barn                                       | 15. Nov. 1979 ID-Nr. 79002112  | südöstlich von Brownsville an der Oregon Route 228 44° 22′ 52″ N, 122° 57′ 28″ W                                                                                 | Brownsville                                 |              |
| 14    | John and Amelia Brown Farmhouse                              | John and Amelia Brown Farmhouse                              | 22. Nov. 1978 ID-Nr. 78003408  | südöstlich von Brownsville an der Oregon Route 228 44° 22′ 56″ N, 122° 57′ 53″ W                                                                                 | Brownsville                                 |              |
| 15    | Cascadia Cave                                                | Cascadia Cave                                                | 25. Okt. 1990 ID-Nr. 90001589  | Adresse nicht veröffentlicht | Cascadia                                    |              |
| 16    | George Earle Chamberlain House                               | George Earle Chamberlain House                               | 22. Feb. 1980 ID-Nr. 80003339  | 208 SE 7th Avenue 44° 37′ 57,6″ N, 123° 6′ 8,2″ W | Albany                                      |              |
| 17    | Matthew C. Chambers Barn                                     | Matthew C. Chambers Barn                                     | 27. Sep. 1996 ID-Nr. 96001044  | nördlich der Straßenkreuzung der Knox Butte und Scravel Hill Road 44° 39′ 11″ N, 123° 1′ 23″ W                                                                   | Albany                                      |              |
| 18    | William Cochran Barn                                         | William Cochran Barn                                         | 8. Juli 1999 ID-Nr. 99000782   | 28485 Brownsville Road 44° 25′ 18″ N, 122° 59′ 13″ W | Brownsville                                 |              |
| 19    | George C. Cooley House                                       | George C. Cooley House                                       | 9. Mai 1983 ID-Nr. 83002160    | 220 Blakely Avenue 44° 23′ 6″ N, 122° 58′ 53″ W | Brownsville                                 |              |
| 20    | Crabtree Creek-Hoffman Covered Bridge                        | weitere Bilder                                               | 17. Feb. 1987 ID-Nr. 87000017  | Hungry Hill Drive, nördlich von Crabtree 44° 39′ 12,1″ N, 122° 53′ 25,3″ W                                                                                       | Crabtree                                    |              |
| 21    | Louis A. Crandall House                                      | Louis A. Crandall House                                      | 25. Okt. 1990 ID-Nr. 90001588  | 959 Main Street 44° 32′ 13″ N, 122° 54′ 20″ W | Lebanon                                     |              |
| 22    | Crawfordsville Bridge                                        | weitere Bilder                                               | 29. Nov. 1979 ID-Nr. 79002115  | Oregon State Route 228 44° 21′ 28″ N, 122° 51′ 32″ W | Crawfordsville                              |              |
| 23    | Cumberland Presbyterian Church                               | weitere Bilder                                               | 20. Mai 2024 ID-Nr. 100010391  | 1400 Santiam Road SE 44° 38′ 8,9″ N, 123° 5′ 17,2″ W | Albany                                      |              |
| 24    | Henry and Mary Cyrus Barn                                    | Henry and Mary Cyrus Barn                                    | 9. Nov. 2015 ID-Nr. 15000778   | 37964 Balm Drive 44° 37′ 26,9″ N, 122° 53′ 6,1″ W | Lebanon                                     |              |
| 25    | Alfred Dawson House                                          | Alfred Dawson House                                          | 12. Feb. 1980 ID-Nr. 80003340  | 731 SW Broadalbin St. 44° 38′ 28″ N, 123° 6′ 18″ W | Albany                                      |              |
| 26    | Elkins Flour Mill                                            | Elkins Flour Mill                                            | 9. Juni 1995 ID-Nr. 95000689   | zwischen der U.S. Route 20, dem Industrial Way, dem Santiam–Albany Canal und der Callaghan Eisenbahnstrecke 44° 32′ 52″ N, 122° 54′ 19″ W                        | Lebanon                                     |              |
| 27    | Hugh Fields House                                            | Hugh Fields House                                            | 19. Juli 1989 ID-Nr. 89000853  | 36176 OR 228 44° 22′ 51″ N, 122° 56′ 29″ W | Brownsville                                 |              |
| 28    | First Baptist Church of Brownsville                          | First Baptist Church of Brownsville                          | 19. Juni 1991 ID-Nr. 91000807  | 515 N. Main Street 44° 23′ 44″ N, 122° 59′ 1″ W | Brownsville                                 |              |
| 29    | First Evangelical Church of Albany                           | First Evangelical Church of Albany                           | 1. Aug. 1984 ID-Nr. 84003030   | 1120 SW. 12th Avenue 44° 37′ 38″ N, 123° 6′ 51,8″ W | Albany                                      |              |
| 30    | Fish Lake Guard Station                                      | weitere Bilder                                               | 27. Juni 2014 ID-Nr. 14000381  | 57600 McKenzie Highway 44° 24′ 11,9″ N, 122° 0′ 21,9″ W | McKenzie Bridge, Vorort                     |              |
| 31    | Flinn Block                                                  | Flinn Block                                                  | 2. März 1979 ID-Nr. 79002109   | 222 SW. 1st Avenue 44° 38′ 13″ N, 123° 6′ 21″ W | Albany                                      |              |
| 32    | Hackleman Historic District                                  | weitere Bilder                                               | 15. März 1982 ID-Nr. 82003735  | zwischen dem Pacific Boulevard und Lyons, 2nd und Madison Street 44° 38′ 6″ N, 123° 5′ 53,9″ W                                                                   | Albany                                      |              |
| 33    | Hannah Bridge                                                | weitere Bilder                                               | 29. Nov. 1979 ID-Nr. 79002116  | Burmester Creek Road 44° 42′ 44″ N, 122° 43′ 4″ W | Scio                                        |              |
| 34    | Harrisburg Odd Fellows Hall                                  | Harrisburg Odd Fellows Hall                                  | 15. Okt. 1992 ID-Nr. 92001382  | 190 Smith Street 44° 16′ 20″ N, 123° 10′ 12″ W | Harrisburg                                  |              |
| 35    | George Hochstedler House                                     | George Hochstedler House                                     | 10. Okt. 1980 ID-Nr. 80004549  | 237 SE 6th Avenue 44° 38′ 2″ N, 123° 6′ 2″ W | Albany                                      |              |
| 36    | C. J. Howe Building                                          | C. J. Howe Building                                          | 1. Apr. 1980 ID-Nr. 80003343   | 104 Spaulding Ave. 44° 23′ 38″ N, 122° 58′ 59,9″ W | Brownsville                                 |              |
| 37    | Independence Prairie Ranger Station                          | Independence Prairie Ranger Station                          | 29. März 1983 ID-Nr. 83002161  | im Willamette National Forest 44° 37′ 2″ N, 121° 56′ 22″ W | Marion Forks                                |              |
| 38    | Larwood Bridge                                               | weitere Bilder                                               | 29. Nov. 1979 ID-Nr. 79003733  | östlich von Crabtree 44° 37′ 48″ N, 122° 44′ 21″ W | Crabtree                                    |              |
| 39    | Lebanon Pioneer Cemetery                                     | weitere Bilder                                               | 5. März 1998 ID-Nr. 98000208   | 200 Dodge Street 44° 32′ 40″ N, 122° 54′ 14″ W | Lebanon                                     |              |
| 40    | Lebanon Southern Pacific Railroad Depot                      | Lebanon Southern Pacific Railroad Depot                      | 13. Juni 1997 ID-Nr. 97000584  | 735 Third Street 44° 32′ 19,8″ N, 122° 54′ 36,3″ W | Lebanon                                     |              |
| 41    | Hector and Margaret Macpherson Barn                          | Hector and Margaret Macpherson Barn                          | 8. Juli 1999 ID-Nr. 99000781   | 29780 Church Drive 44° 30′ 42″ N, 123° 11′ 31,9″ W | Albany                                      |              |
| 42    | Marion Forks Guard Station                                   | Marion Forks Guard Station                                   | 6. März 1991 ID-Nr. 91000167   | Oregon Route 22 44° 36′ 51″ N, 121° 56′ 56″ W | Marion Forks                                |              |
| 43    | Joseph and Barbara Maurer House                              | Joseph and Barbara Maurer House                              | 27. Sep. 1996 ID-Nr. 96001045  | 35168 Tennessee Road 44° 36′ 14″ N, 122° 55′ 21″ W | Lebanon                                     |              |
| 44    | McKenzie Highway Historic District                           | weitere Bilder                                               | 7. Feb. 2011 ID-Nr. 10001215   | Oregon Route 242 44° 14′ 55″ N, 121° 50′ 18″ W | von Sisters nach Belknap Springs            |              |
| 45    | Methodist Episcopal Church South                             | Methodist Episcopal Church South                             | 16. Nov. 1979 ID-Nr. 79002110  | 238 E. 3rd Street 44° 38′ 10″ N, 123° 6′ 3,9″ W | Albany                                      |              |
| 46    | Gottlieb and Della Milde Barn                                | Gottlieb and Della Milde Barn                                | 15. Juli 1999 ID-Nr. 99000785  | 36898 Northern Drive 44° 22′ 34″ N, 122° 54′ 55″ W | Brownsville                                 |              |
| 47    | Mill City Southern Pacific Rail Road (SPRR) Bridge           | weitere Bilder                                               | 22. Juni 2021 ID-Nr. 100006686 | über den North Santiam River 44° 45′ 19″ N, 122° 28′ 40″ W | Mill City                                   |              |
| 48    | Thomas and Walter Monteith House                             | Thomas and Walter Monteith House                             | 21. Mai 1975 ID-Nr. 75001586   | 518 W. 2nd Avenue 44° 38′ 10″ N, 123° 6′ 33″ W | Albany                                      |              |
| 49    | John and Mary Moore House                                    | John and Mary Moore House                                    | 1. Okt. 2001 ID-Nr. 01001066   | 320 Kirk Ave. 44° 23′ 33″ N, 122° 58′ 49″ W | Brownsville                                 |              |
| 50    | John M. Moyer House                                          | John M. Moyer House                                          | 21. Jan. 1974 ID-Nr. 74001693  | 204 Main Street 44° 23′ 35″ N, 122° 59′ 3″ W | Brownsville                                 |              |
| 51    | Mt. Pleasant Presbyterian Church                             | weitere Bilder                                               | 24. Jan. 1974 ID-Nr. 74001694  | südlich von Stayton, an der Kingston–Jordan Road 44° 45′ 31″ N, 122° 44′ 38″ W                                                                                   | Stayton                                     |              |
| 52    | Oregon Pacific Railroad Linear Historic District             | weitere Bilder                                               | 29. Okt. 1999 ID-Nr. 99001285  | ein großer Abschnitt an der „alten“ Eisenbahnstrecke zwischen Idanha und dem Cascade Range Summit 44° 27′ 10″ N, 121° 53′ 57″ W                                  | Idanha, Cascade Range über Santiam Junction |              |
| 53    | Moses Parker House                                           | Moses Parker House                                           | 25. Aug. 1980 ID-Nr. 80003342  | 638 SE 5th Street 44° 38′ 9″ N, 123° 5′ 45″ W | Albany                                      |              |
| 54    | E. C. Peery Building                                         | E. C. Peery Building                                         | 29. Mai 1998 ID-Nr. 98000604   | 38731 N. Main St. 44° 42′ 18″ N, 122° 50′ 49,9″ W | Scio                                        |              |
| 55    | Porter-Brasfield House                                       | Porter-Brasfield House                                       | 25. Nov. 1980 ID-Nr. 80003345  | 31838 Fayetteville Drive 44° 27′ 41″ N, 123° 6′ 36″ W | Shedd                                       |              |
| 56    | John and Lottie Ralston Cottage                              | John and Lottie Ralston Cottage                              | 5. März 1998 ID-Nr. 98000203   | 481 Main Street 44° 32′ 29″ N, 122° 54′ 20″ W | Lebanon                                     |              |
| 57    | John Ralston House                                           | John Ralston House                                           | 9. Dez. 1981 ID-Nr. 81000501   | 632 SE Baker Street 44° 37′ 59″ N, 123° 6′ 6″ W | Albany                                      |              |
| 58    | Riverside Community Hall                                     | weitere Bilder                                               | 14. Feb. 2023 ID-Nr. 100008640 | 35293 Riverside Drive SW 44° 36′ 0,4″ N, 123° 9′ 37,8″ W | Albany                                      |              |
| 59    | Rock Hill School                                             | Rock Hill School                                             | 4. Juni 1992 ID-Nr. 92000661   | Rock Hill Drive, östlich der Sand Ridge Road 44° 28′ 59″ N, 122° 56′ 49,9″ W                                                                                     | Lebanon                                     |              |
| 60    | Ross-Averill House                                           | Ross-Averill House                                           | 20. Feb. 1991 ID-Nr. 91000061  | 420 Averill Street 44° 23′ 41″ N, 122° 59′ 3,8″ W | Brownsville                                 |              |
| 61    | Michael and Mary Ryan Barn                                   | Michael and Mary Ryan Barn                                   | 15. Juli 1999 ID-Nr. 99000784  | 40363 Huntley Road 44° 45′ 7″ N, 122° 44′ 26″ W | Scio                                        |              |
| 62    | Santiam Pass Ski Lodge                                       | weitere Bilder                                               | 18. Okt. 2018 ID-Nr. 100003033 | 64405 U.S. Route 20, am Willamette National Forest 44° 25′ 19,5″ N, 121° 51′ 55″ W                                                                               | Sisters, Siedlung                           |              |
| 63    | Santiam Wagon Road                                           | weitere Bilder                                               | 23. Sep. 2010 ID-Nr. 10000795  | im Willamette National Forest und Deschutes National Forest 44° 25′ 29″ N, 121° 50′ 44,1″ W                                                                      | Cascadia und Sisters, Siedlung              |              |
| 64    | Short Bridge                                                 | weitere Bilder                                               | 29. Nov. 1979 ID-Nr. 79002113  | High Deck Road 44° 23′ 30″ N, 122° 30′ 31″ W | Cascadia                                    |              |
| 65    | James Alexander and Elmarion Smith Barn and Lame-Smith House | James Alexander and Elmarion Smith Barn and Lame-Smith House | 15. Juli 1999 ID-Nr. 99000783  | 28020 Powerline Road 44° 24′ 18″ N, 123° 7′ 6″ W | Halsey                                      |              |
| 66    | Starr and Blakely Drug Store                                 | Starr and Blakely Drug Store                                 | 29. Okt. 1982 ID-Nr. 82001510  | 421 N. Main Street 44° 23′ 40″ N, 122° 59′ 1″ W | Brownsville                                 |              |
| 67    | Gus and Emma Stellmacher Farmstead                           | Gus and Emma Stellmacher Farmstead                           | 28. Aug. 1998 ID-Nr. 98001123  | 32404 Tangent Loop 44° 31′ 29″ N, 123° 5′ 35,8″ W | Tangent                                     |              |
| 68    | Thomas Creek-Gilkey Covered Bridge                           | weitere Bilder                                               | 19. Feb. 1987 ID-Nr. 87000016  | Goar Road, nördlich von Crabtree 44° 41′ 17″ N, 122° 54′ 7,9″ W                                                                                                  | Crabtree                                    |              |
| 69    | Thomas Creek-Shimanek Covered Bridge                         | weitere Bilder                                               | 19. Feb. 1987 ID-Nr. 87000013  | Richardson Gap Road, östlich von Scio 44° 42′ 56,5″ N, 122° 48′ 15,9″ W                                                                                          | Scio                                        |              |
| 70    | United Presbyterian Church and Rectory                       | weitere Bilder                                               | 18. Apr. 1979 ID-Nr. 79002111  | 510 SW 5th Avenue 44° 38′ 5″ N, 123° 6′ 27″ W | Albany                                      |              |
| 71    | United Presbyterian Church of Shedd                          | United Presbyterian Church of Shedd                          | 5. März 1998 ID-Nr. 98000209   | 30045 OR 99 E 44° 27′ 38″ N, 123° 6′ 31″ W | Shedd                                       |              |
| 72    | Joseph Wesely House and Barn                                 | Joseph Wesely House and Barn                                 | 23. Okt. 1986 ID-Nr. 86002903  | 38791 Oregon Route 226 44° 41′ 50,7″ N, 122° 50′ 57″ W | Scio                                        |              |
| 73    | Wigle Cemetery                                               | weitere Bilder                                               | 22. Sep. 2004 ID-Nr. 04001067  | Belts Drive 44° 18′ 17″ N, 123° 1′ 0″ W | Harrisburg                                  |              |
| 74    | Abraham and Mary Wigle House                                 | Abraham and Mary Wigle House                                 | 1. Mai 2003 ID-Nr. 03000345    | 34050 Belts Drive 44° 18′ 5″ N, 123° 1′ 26″ W | Harrisburg                                  |              |
| 75    | Jacob and Maranda K. Wigle Farmstead                         | Jacob and Maranda K. Wigle Farmstead                         | 5. März 1992 ID-Nr. 92000131   | 1119 Kirk Avenue 44° 23′ 35″ N, 122° 57′ 59″ W | Brownsville                                 |              |
| 76    | Z.C.B.J. Tolstoj Lodge No. 224                               | weitere Bilder                                               | 14. Sep. 1995 ID-Nr. 95001098  | 37091 Richardson Gap Road 44° 39′ 37″ N, 122° 48′ 10″ W | Scio                                        |              |